# SOS (chanson d'Indila)
Pour les articles homonymes, voir SOS (homonymie).
Singles de Indila
Tourner dans le vide
(2014) Love Story
(2014)
S.O.S est le troisième single de la chanteuse Indila, extrait de l'album Mini World. Le titre est écrit par Indila et composé et produit par Skalpovich, il aborde le thème de la dépression.
Le clip vidéo, qui est sorti le 27 juin 2014, a été tourné en Grèce.

## Classements
| Classement                              | Meilleure position |
| --------------------------------------- | ------------------ |
| Belgique (Wallonie Ultratop 50 Singles) | 23                 |
| France (SNEP)                           | 8                  |
| Pologne (ZPAV)                          | 6                  |
| Suisse (Schweizer Hitparade)            | 62                 |